# IAAF World Relays 2014 – sztafeta 4 × 200 metrów mężczyzn
Sztafeta 4 × 200 metrów mężczyzn – jedna z konkurencji rozgrywanych podczas IAAF World Relays 2014 na Thomas Robinson Stadium w Nassau.

## Terminarz
| Data    | Godzina |            |
| ------- | ------- | ---------- |
| 24 maja | 17:30   | Eliminacje |
| 24 maja | 20:16   | Finał      |

## Rekordy
| Rekord świata                                  | Santa Monica Track Club (Michael Marsh, Leroy Burrell, Floyd Heard, Carl Lewis)                 | 1:18,68                  | Walnut, Stany Zjednoczone         | 17 kwietnia 1994         |
| Listy światowe                                 | University of Technology Jamaica (Dantago Gurirab, Julian Forte, Andrew Fisher, Ronald Levy)    | 1:20,07                  | Filadelfia, Stany Zjednoczone     | 26 kwietnia 2014         |
| Rekord Afryki                                  | Południowa Afryka · (Marcus La Grange, Mathew Quinn, Josef van der Linde, Paul Gorries)         | 1:22,08                  | Port Elizabeth, Południowa Afryka | 1 marca 2002             |
| Rekord Ameryki Południowej                     | Brak oficjalnego rekordu                                                                        | Brak oficjalnego rekordu | Brak oficjalnego rekordu          | Brak oficjalnego rekordu |
| Rekord Ameryki Północnej, Środkowej i Karaibów | Santa Monica Track Club (Michael Marsh, Leroy Burrell, Floyd Heard, Carl Lewis)                 | 1:18,68                  | Walnut, Stany Zjednoczone         | 17 kwietnia 1994         |
| Rekord Australii i Oceanii                     | Brak oficjalnego rekordu                                                                        | Brak oficjalnego rekordu | Brak oficjalnego rekordu          | Brak oficjalnego rekordu |
| Rekord Azji                                    | Tajlandia · (Reanchai Seerhawong, Vissanu Sophanich, Ekkachai Janthana, Sittichai Suwonpradeep) | 1:22,66                  | Filadelfia, Stany Zjednoczone     | 29 kwietnia 2000         |
| Rekord Europy                                  | Włochy · (Stefano Tilli, Carlo Simionato, Giovanni Bongiorni, Pietro Mennea)                    | 1:21,10                  | Cagliari, Włochy                  | 29 września 1983         |

## Rezultaty

### Eliminacje
| Poz. | Bieg | Tor | Reprezentacja                        | Zawodnicy                                                             | Rezultat | Uwagi |
| ---- | ---- | --- | ------------------------------------ | --------------------------------------------------------------------- | -------- | ----- |
| 1.   | 1    | 8   | Jamajka                              | Rasheed Dwyer, Jermaine Brown, Jason Livermore, Warren Weir           | 1:20,15  | Q     |
| 2.   | 2    | 7   | Stany Zjednoczone                    | Maurice Mitchell, Curtis Mitchell, Isiah Young, Wallace Spearmon      | 1:21,35  | Q, SB |
| 3.   | 1    | 1   | Francja                              | Christophe Lemaitre, Yannick Fonsat, Ben Bassaw, Ken Romain           | 1:21,45  | Q, SB |
| 4.   | 2    | 5   | Barbados                             | Ramon Gittens, Andrew Hinds, Shane Brathwaite, Fallon Forde           | 1:21,88  | Q, PB |
| 5.   | 1    | 7   | Saint Kitts i Nevis                  | Antoine Adams, Lestrod Roland, Brijesh Lawrence, Allistar Clarke      | 1:21,97  | Q, NR |
| 6.   | 1    | 5   | Bahamy                               | Blake Bartlett, Adrian Griffith, Wesley Neymour, Andretti Bain        | 1:22,18  | q, NR |
| 7.   | 2    | 6   | Kenia                                | Stephen Barasa, Carvin Nkanata, Walter Michuki Moenga, Tonny Chirchir | 1:23,24  | Q, NR |
| 8.   | 1    | 3   | Chiny                                | Chen Shiwei, Xie Zhenye, Yang Yang, Mo Youxue                         | 1:23,75  | q, NR |
| 9.   | 2    | 8   | Japonia                              | Yuichi Kobayashi, Masashi Eriguchi, Shinji Takahira, Kenji Fujimitsu  | 1:23,87  | SB    |
| 10.  | 2    | 3   | Kajmany                              | Kemar Hyman, Tyrell Cuffy, David Hamil, Troy Long                     | 1:24,91  | NR    |
| 11.  | 1    | 2   | Wyspy Dziewicze Stanów Zjednoczonych | Tabarie Henry, Leslie Murray, David Walters, Leon Hunt                | 1:25,01  | NR    |
|      | 2    | 1   | Nigeria                              | Elvis Ukale, Ogho-Oghene Egwero, Nicholas Imhoaperamhe, Isah Salihu   | DNF      |       |
|      | 2    | 4   | Niemcy                               | Julian Reus, Sebastian Ernst, Alexander Kosenkow, Robin Erewa         | DNF      |       |
|      | 1    | 4   | Hiszpania                            | Sergio Ruiz, Iván Jesús Ramos, Adrià Burriel, Óscar Husillos          | DQ       |       |
|      | 1    | 6   | Papua-Nowa Gwinea                    | Kupun Wisil, Theo Piniau, Kevin Kapmatana, Nelson Stone               | DQ       |       |
|      | 2    | 2   | Turks i Caicos                       | Ifeanye Otuonye, Courtney Missick, Wadly Jean, Wesley Chery           | DQ       |       |

### Finał
| Poz. | Tor | Reprezentacja       | Zawodnicy                                                             | Rezultat | Uwagi |
| ---- | --- | ------------------- | --------------------------------------------------------------------- | -------- | ----- |
| 01 ! | 3   | Jamajka             | Nickel Ashmeade, Warren Weir, Jermaine Brown, Yohan Blake             | 1:18,63  | WR    |
| 02 ! | 8   | Saint Kitts i Nevis | Antoine Adams, Lestrod Roland, Brijesh Lawrence, Allistar Clarke      | 1:20,51  | NR    |
| 03 ! | 5   | Francja             | Christophe Lemaitre, Yannick Fonsat, Ben Bassaw, Ken Romain           | 1:20,66  | AR    |
| 4.   | 4   | Barbados            | Ramon Gittens, Levi Cadogan, Andrew Hinds, Fallon Forde               | 1:21,88  | NR    |
| 5.   | 7   | Kenia               | Stephen Barasa, Carvin Nkanata, Tonny Chirchir, Walter Michuki Moenga | 1:22,35  | NR    |
| 6.   | 1   | Bahamy              | Blake Bartlett, Adrian Griffith, Wesley Neymour, Andretti Bain        | 1:23,19  |       |
| 7.   | 2   | Chiny               | Chen Shiwei, Xie Zhenye, Yang Yang, Mo Youxue                         | 1:25,83  |       |
| 99 ! | 6   | Stany Zjednoczone   | Maurice Mitchell, Curtis Mitchell, Ameer Webb, Wallace Spearmon       | DQ       |       |